# Hyophila bingeri
Hyophila bingeri är en bladmossart som beskrevs av Brotherus och Paris in Paris 1901. Hyophila bingeri ingår i släktet Hyophila och familjen Pottiaceae. Inga underarter finns listade i Catalogue of Life.